# استان روستوف

استان روستوف در نقشهٔ روسیه.

استان روستوف (به روسی: Росто́вская о́бласть، تلفظ: رَستاوْسکایا آبلاست) یکی از واحدهای فدرالی فدراسیون روسیه است.
این استان در ناحیه فدرالی جنوبی قرار گرفته و مرکز آن شهر روستوف دون است.
این شهر در سال ۲۰۰۲ به عنوان مرکز ناحیه فدرالی جنوبی نیز شناخته‌شد.
جمعیت این استان در سال ۲۰۰۲ میلادی ۴٬۴۰۴٬۰۱۳ نفر بوده و مساحت آن ۱۰۰٬۸۰۰ کیلومتر مربع است.
۸۷٫۳۶ درصد از مردم این استان روس هستند و بقیه به ۱۵۷ قوم گوناگون تعلق دارند.
صنایع اصلی استان روستوف، کشاورزی، و صنایع مربوط به آن، فرآوری خوراک، صنایع سنگین، زغال‌سنگ و خودروسازی است.
موسیقی محلی ارمنی و کازاک در این استان از اهمیت برخوردار است.